# Lost Lake Resort (Oregon)
Lost Lake Resort az Amerikai Egyesült Államok északnyugati részén, Oregon állam Hood River megyéjében elhelyezkedő önkormányzat nélküli település.